# Nikolaus Beusser
Nikolaus Beusser (* vor 1605/10 vermutlich in Bingen, Kreuznach oder Mainz; † 27. April 1649 in Frankfurt am Main) war ein deutscher Rechenmeister, Lehrer und Buchhalter.

## Leben
Nikolaus Beusser wirkte vor 1628 „ein zeit lang“ als „Rechen Schulmeister“ in Kreuznach, das seit 1620 im Dreißigjährigen Krieg Sitz des kaiserlich-spanischen Generalgouverneurs der Unterpfalz war. Danach hielt er sich in Frankfurt am Main auf. Sein dort 1629 erschienenes Rechenbuch vonn Mancherley Kauffmanns Händel widmete er im September 1628 als „gehorsamer Burgers Sohn“ „dem Ehrnvesten, Hoch vnnd Wohlgelährten, Auch Ehrsame, Fürsichtige vnnd Weise Herrn Schultheiß, Burgermeistere vnd Rat der Statt Creutznach“. Sich selbst bezeichnete Nikolaus Beusser in dem Buch als „Arithmeticus“. Keine der drei übrigen Freien Künste des Quadriviums (Geometrie, Musik, Astronomie) könne ohne die Grundlage der vierten, der Arithmetik, bewältigt werden. In seinem zum Selbststudium angelegten Lehrbuch beabsichtigte er, „Theorick“ und „Practick“ erstmals konsequent von einander abzusetzen. In einem der Beispiele seines Rechenbuchs gab Beusser den Erdumfang in Aufnahme von Peter Apian, Sebastian Münster u. a. mit 5400 Deutschen Meilen an (per Definition 1/15 eines Äquatorialgrades, ca. 7,42 km = 40.070 km).
In Kreuznach waren ein Haus mit Scheune und Hof bei der großen steinernen Nahebrücke gegenüber dem ehemaligen „Lombarden-Haus“, zwei Hofstätten beim „Bleiden-Haus“ (Zeughaus), von denen eine Mitte des 15. Jahrhunderts ein „Frauenhaus“ war, und einige weitere Liegenschaften seit 1557 im Lehnsbesitz der Bingen-Mainzer Gelehrten- und kurmainzischen Beamtenfamilie Beusser (Beußler), die von der 1580 ausgestorbenen adeligen Familie der Beuser von Ingelheim zu unterscheiden ist. Die Liegenschaften in Kreuznach waren nacheinander im Lehensbesitz von: 15. Jahrhundert Kleyne (Cleyn) Heintze († vor 1442), dem badischen Landschreiber Nikolaus Ruß von Owilre († um 1464), 1464 dessen Schwiegersohn Nikolaus (Clais von) Roide († nach 1482), Anfang des 16. Jahrhunderts dem badischen Landschreiber Peter von Sankt Aldegund († vor 1534), 1534 Stadtschreiber Johann Lesch († nach 1536) für seine Schwiegermutter Margarete Aldegund geb. Werstetter, 1557 Christmann (Chrißman) Beuser († um 1561) für seine Frau Eva Aldegunt († nach 1562; Tochter von Margarete Werstetter), 1561 Thilmann Nastetter († um 1565; Enkel der verstorbenen Margarete Werstetter), 1565 Kaspar Beuser († um 1586) für seine Mutter Eva Aldegund, 1586 dessen Sohn Heinrich Beusser († 1629), danach wahrscheinlich Dr. Kaspar Beußer († 1631) oder Magister Johann Henrich Beusser (* vor 1595; † nach 1657) und 1657 Franz Philipp Beuser († 1683). Als Vater oder naher Verwandter von Nikolaus Beusser kommt davon vor allem Heinrich Beusser in Betracht.
Nach der Eroberung Kreuznachs durch König Gustav II. Adolf von Schweden wirkte Nikolaus Beusser von 1632 bis 1635 als Schul- und Rechenmeister an der Schule der wieder errichteten Lutherischen Gemeinde. 1635 verließ Nicolaus Beusser, „Rechneimeister von Kreuznach“, die Stadt, suchte um das Frankfurter Bürgerrecht nach und erhielt es am 11. November 1635.
1639 beklagte sich Beusser beim Rat der Stadt über Rektor Johannes Valentini (Velten) (1601–1684) und Konrektor Elias Hoffmann († 1656) der lateinischen Schule (Gymnasium „bei den Barfüßern“) sowie über die beiden Schüler Schleicher und Schmidt. Er versah den Hausschreiberdienst im Frankfurter Leinwandhaus; seine Witwe Anna Barbara bat 1649 darum, dass ihr dieser Dienst übertragen werde. Auch der Frankfurter Schul- und Rechenmeister Johann Conrad Redlich (* 8. Januar 1622 in Frankfurt am Main; † 5. Juli 1664 in Frankfurt-Sachsenhausen) bemühte sich 1649 um die Übertragung des vakanten Messschreiberdienstes im Leinwandhaus.
1650 beantragte Anna Barbara Beusser einen „Proklamationszettel“, weil sie wieder heiraten wollte.
1669 wurde in Frankfurt postum Beussers Schrift Neu Vollkommenes Buchhalten veröffentlicht, in der er die Grundlagen der doppelten Buchführung nach italienischem Vorbild erläutert hatte. Sie war dem damals maßgeblichen Kaufmannshandbuch über das Wechsel-Wesen des Martin van Velden beigebunden, das auf Veranlassung des Verlegers Johann Peter Zubrodt († 1682) aus dem Niederländischen zur Frankfurter Herbstmesse dieses Jahres übersetzt worden war.
Johann Vinzenz Beusser, deutscher Schul- und Rechenmeister, ein Sohn von Nikolaus Beusser, suchte 1669 beim Rat der Stadt Frankfurt um „Conferierung“ (Übertragung) des vakanten Kastenbereiter- und Kornschreiberdienstes nach. 1671 war er unter den zwölf „Wohl-bestellten Hoch-Teutschen Schul- Schreib- und Rechenmeistern“ der Stadt Frankfurt am Main, denen ihr Kollege Johann Caspar Keiser ein Rechenbuch widmete. Vermutlich war Vinzenz Beusser Herausgeber oder Mitverfasser des 1669 erschienenen Buches seines Vaters Nikolaus Beusser.

## Werke
- (falsche bibliographische Angabe mit verlesenem Erscheinungsjahr MDCXXIV (1624) statt MDCXXIX (1629);[29] vgl. die Vorrede an den Leser vom 1. September 1628) Rechenbuch vonn Mancherley Kauffmanns Händel … Frankfurt am Main 1624[30] (= 1629; s. das Folgende).
- Rechenbuch vonn Mancherley Kauffmanns Händel. Fragsweise, durch die Theor- vnd Welsche Practick auffgelöst vnnd Abgesetzet.[31] Der gestalt Daß nit allein die junge Anfahende Rechner darauß lehrnen, sondern auch Alle (so der Rechenkunst ein anfang haben) … Vincentius Steinmeyer / Johan-Nicolaus Stoltzenberger, Frankfurt am Main 1629 (Google-Books).[32]
  - 2. Aufl. Frankfurt am Main 1651.[30]
- Neu Vollkommenes Buchhalten Uber Propre-, Commissions-, Compagnie-Handlungen, Wie dieselbe nach Italianischer Manier, und gründlicher Disposition der Debitoren und Creditoren, ordentlichen zu Buch gebracht, und Rechnungen darauß formiret. Johann Peter Zubrodt / Paul Humm, Frankfurt am Main 1669 (Digitalisat der Bayerischen Staatsbibliothek München), (Google-Books).